# Hassel – Svarta banken
Hassel – Svarta Banken är en svensk TV-film från 1992.

## Handling
Tre interner rymmer från Österåkeranstalten under dramatiska former. Spaningsroteln kopplas in löst på fallet, men koncentrationen på rymmarna blir maximal när de deltar i ett väpnat bankrån, där en av Roland Hassels kollegor blir ögonvittne. Med en kombination av rutin och metodiskt polisarbete kopplar man slutligen ett grepp kring de inblandade i rymningen, vars uppdragsgivare visar sig vara en svart bank ...

## Om filmen
Filmen är den åttonde i raden av Hassel-filmer som SVT Drama producerade mellan 1986 och 1992. Den hade premiär på Kanal 1 den 20 mars 1992.

## Rollista
- Lars-Erik Berenett – Roland Hassel
- Björn Gedda – Simon Palm
- Allan Svensson – Sune Bengtsson
- Robert Sjöblom – Pelle Pettersson
- Leif Liljeroth – Yngve Ruda
- Ingrid Janbell – Virena
- Sissela Kyle – Gullan
- Carl Kjellgren – Bo Lennartsson
- Gert Fylking – Lacke Sjöö
- Tore Persson – Sören Pettersson
- Anna-Lena Hemström – Ritva Thorell
- Sture Djerf – Folke Petersén
- Åke Lagergren – Börjesson
- Karin Sjöberg – Inga Petersén
- Per Holmberg – Göran Petersén
- Christer Banck – Rulle Bohman
- Karin Enberg – Maggie
- Robert Grundin – kund
- Mathias Henrikson – advokat
- Kent-Arne Dahlgren – Birger "Bimbo" Boström
- Karl-Erik Andersén – Fimpen
- Per Bodnér – labtekniker
- Catherine Hansson – Anna-Lotta
- Suzanne Reuter – Edith Granlund
- Rolf Jenner – Håkan
- Leif Sandberg – polis vid Söder Mälarstrand